# Wola Dębińska
Wola Dębińska est une localité polonaise de la gmina de Dębno, située dans le powiat de Brzesko en voïvodie de Petite-Pologne.